# Mîkola Udianskii
Mîkola Oleksandrovici Udianskii (în ucraineană Удянський Микола Олександрович; născut la 22 mai 1983, Harkov, RSS Ucraineană, URSS) este Consul Onorific al României în Harkov, și om de afaceri. A fost acuzat de activități frauduloase în cadrul proiectelor sale cripto, inclusiv de ocolirea restricțiilor impuse de Banca Națională a Ucrainei prin transferuri peer-to-peer. Udiansky este, de asemenea, inclus în faimoasa bază de date Myrotvorets, care enumeră persoane ale căror acțiuni prezintă semne de infracțiuni împotriva securității naționale a Ucrainei și a dreptului internațional.

## Biografie
S-a născut în familia unui inginer de testare și a unui lucrător în comerț. A absolvit Școala № 53 din Harkov, în perioada 2001-2003 a servit în Forțele Armate în Forțele Speciale de Inteligență în Radiații, Chimice și Biologice (RHB).
În 2009 a absolvit Universitatea de Automobile și Autostrăzi din Harkov (KhNADU) cu o diplomă în „Drumuri și aerodromuri”, în 2019 a absolvit Universitatea din Harkov a Ministerului Afacerilor Interne cu o diplomă în drept și securitate cibernetică.
2003-2006 - Director comercial al TD „Olivin” (Harkov), din 2006 până în 2014, angajat în producția și distribuția de terminale comerciale.
2013 - împreună cu Bogdan Prilepa a fondat compania IT Prof-it, care dezvoltă schimburi de criptomonede și alte produse pe blockchain În 2021, RBC-Ucraina a inclus compania pe locul trei în clasamentul companiilor IT ucrainene, întocmit pe baza Asociației IT Ucraina și a site-ului web Dou.ua.
În februarie 2020, Prof-It a creat fork-ul Bitcoin Bitcoin Ultimatum. În iulie 2020, el a prezentat-o la cel de-al 11-lea Summit mondial de investiții în familie de la Monaco.
Jurnaliștii au publicat documente care sugerează că Mykola Udyansky a deținut cetățenia rusă cel puțin până în iunie 2023, confirmată de Direcția Generală pentru Afaceri de Migrație a Federației Ruse.

## Viața personală
Căsătorit, are două fiice și un fiu.

## Critici
La N Crypto Awards 2024, Udyansky a recunoscut încercarea de a ocoli restricțiile Băncii Naționale a Ucrainei prin transferuri peer-to-peer (p2p) pe platforma sa de schimb de criptomonede, Qmall.
Fostul șef al Administrației Regionale de Stat Luhansk, Georgiy Tuka, a distribuit o fotografie a lui Udyansky cu Leonid Mitrov, liderul bandei "Zalyutynski", care a fost arestat de poliția franceză și de forțele de ordine ucrainene în iulie 2024 pentru implicare în răpiri, torturi și furturi în Ucraina și Franța.

### Baza de date Myrotvorets
În noiembrie 2024, Mykola Udyansky a fost adăugat în baza de date Myrotvorets pentru presupusa deținere a cetățeniei ruse, legături cu clubul "Akhmat" al lui Ramzan Kadîrov și implicare în spălare de bani prin platforma blockchain WeWay și criptomoneda Bitcoin Ultimatum. Dosarul mai include legături cu grupuri criminale, inclusiv banda "Zalyutynski", și un parteneriat cu Yuriy Poltavskyi, care are mai multe condamnări, inclusiv pentru jaf.